# Ginástica nos Jogos Pan-Americanos de 2023
As competições de ginástica nos Jogos Pan-Americanos de 2023 em Santiago, no Chile, aconteceram entre 21 de outubro e 4 de novembro de 2023 no Centro de Esportes Coletivos, localizado do Parque Esportivo do Estádio Nacional.
Um total de 26 provas (10 masculinas e 16 femininas) foram disputadas, dividas em três modalidades: 14 eventos de ginástica artística (oito masculinos e seis femininos), oito de ginástica rítmica (todos para mulheres) e quatro no trampolim acrobático (dois por gênero). As provas de trampolim sincronizado foram realizadas pela primeira vez.

## Qualificação
Até 201 ginastas poderiam competir (122 na ginástica artística, 53 na rítmica e 26 no trampolim). Um Comitê Olímpico Nacional poderia inscrever no máximo 21 atletas em todas as disciplinas (cinco em cada gênero para a artística, cinco atletas em grupo e dois em individual para a rítmica, e dois em cada evento de trampolim). Todos os medalhistas individuais de ouro dos Jogos Pan-Americanos Júnior de 2021 em Cáli, Colômbia, também se qualificaram, independente se a cota máxima fosse atingida por CON. Todas as qualificações foram feitas por meio do Campeonato Pan-Americano de Ginástica de 2023 de cada disciplina.

## Nações participantes
Um total de 22 CONs tiveram ao menos um ginasta qualificado. Entre parênteses se encontra a quantidade de competidores.
- ARG Argentina (16)
- BAR Barbados (1)
- BOL Bolívia (3)
- BRA Brasil (23)
- CAN Canadá (21)
- CHI Chile (16)
- COL Colômbia (19)
- CRC Costa Rica (4)
- CUB Cuba (6)
- ESA El Salvador (2)
- EAI Equipe de Atletas Independentes (1)
- ECU Equador (4)
- USA Estados Unidos (23)
- HAI Haiti (1)
- JAM Jamaica (2)
- MEX México (22)
- PAN Panamá (6)
- PER Peru (4)
- PUR Porto Rico (10)
- DOM República Dominicana (5)
- TTO Trinidad e Tobago (2)
- VEN Venezuela (10)

## Medalhistas

### Ginástica artística
Masculino
| Evento           | Ouro                                                                                              | Prata                                                                             | Bronze                                                                                      |
| ---------------- | ------------------------------------------------------------------------------------------------- | --------------------------------------------------------------------------------- | ------------------------------------------------------------------------------------------- |
| Equipes          | Cameron Bock Colt Walker Curran Philips Donnell Whittenburg Stephen Nedoroscik USA Estados Unidos | Félix Dolci Jayson Rampersad René Cournoyer William Émard Zachary Clay CAN Canadá | Arthur Nory Mariano Bernardo Miranda Diogo Soares Patrick Sampaio Yuri Guimarães BRA Brasil |
| Individual geral | Félix Dolci CAN Canadá                                                                            | Diogo Soares BRA Brasil                                                           | Donnell Whittenburg USA Estados Unidos                                                      |
| Solo             | Félix Dolci CAN Canadá                                                                            | Arthur Nory Mariano BRA Brasil                                                    | Juan Larrahondo COL Colômbia                                                                |
| Cavalo com alças | Zachary Clay CAN Canadá                                                                           | Jayson Rampersad CAN Canadá                                                       | Nelson Guilbe PUR Porto Rico                                                                |
| Argolas          | Donnell Whittenburg USA Estados Unidos                                                            | Daniel Villafañe ARG Argentina                                                    | Félix Dolci CAN Canadá                                                                      |
| Salto            | Audrys Nin Reyes DOM República Dominicana                                                         | Arthur Nory Mariano BRA Brasil                                                    | Félix Dolci CAN Canadá                                                                      |
| Barras paralelas | Curran Philips USA Estados Unidos                                                                 | Colt Walker USA Estados Unidos                                                    | Isaac Núñez MEX México                                                                      |
| Barra fixa       | Arthur Nory Mariano BRA Brasil                                                                    | Bernardo Miranda BRA Brasil                                                       | René Cournoyer CAN Canadá                                                                   |

Feminino
| Evento              | Ouro                                                                                       | Prata                                                                             | Bronze                                                                            |
| ------------------- | ------------------------------------------------------------------------------------------ | --------------------------------------------------------------------------------- | --------------------------------------------------------------------------------- |
| Equipes             | Jordan Chiles Kayla Lincoln Kayla DiCello Tiana Sumanasekera Zoe Miller USA Estados Unidos | Carolyne Pedro Flávia Saraiva Jade Barbosa Júlia Soares Rebeca Andrade BRA Brasil | Aurélie Tran Ava Stewart Cassie Lee Frédérique Sgarbossa Sydney Turner CAN Canadá |
| Individual geral    | Kayla DiCello USA Estados Unidos                                                           | Flávia Saraiva BRA Brasil                                                         | Jordan Chiles USA Estados Unidos                                                  |
| Salto               | Rebeca Andrade BRA Brasil                                                                  | Jordan Chiles USA Estados Unidos                                                  | Natalia Escalera MEX México                                                       |
| Barras assimétricas | Zoe Miller USA Estados Unidos                                                              | Rebeca Andrade BRA Brasil                                                         | Flávia Saraiva BRA Brasil                                                         |
| Trave               | Rebeca Andrade BRA Brasil                                                                  | Flávia Saraiva BRA Brasil                                                         | Ava Stewart CAN Canadá                                                            |
| Solo                | Kaliya Lincoln USA Estados Unidos                                                          | Flávia Saraiva BRA Brasil Kayla DiCello USA Estados Unidos                        | nenhuma                                                                           |

### Ginástica rítmica
Individual
| Evento           | Ouro                               | Prata                              | Bronze                             |
| ---------------- | ---------------------------------- | ---------------------------------- | ---------------------------------- |
| Individual geral | Bárbara Domingos BRA Brasil        | Evita Griskenas USA Estados Unidos | Maria Eduarda Alexandre BRA Brasil |
| Arco             | Maria Eduarda Alexandre BRA Brasil | Bárbara Domingos BRA Brasil        | Evita Griskenas USA Estados Unidos |
| Bola             | Bárbara Domingos BRA Brasil        | Geovanna Santos BRA Brasil         | Evita Griskenas USA Estados Unidos |
| Maças            | Maria Eduarda Alexandre BRA Brasil | Bárbara Domingos BRA Brasil        | Evita Griskenas USA Estados Unidos |
| Fita             | Bárbara Domingos BRA Brasil        | Maria Eduarda Alexandre BRA Brasil | Evita Griskenas USA Estados Unidos |

Grupo
| Evento            | Ouro                                                                                          | Prata                                                                              | Bronze                                                                                             |
| ----------------- | --------------------------------------------------------------------------------------------- | ---------------------------------------------------------------------------------- | -------------------------------------------------------------------------------------------------- |
| Grupo geral       | Bárbara Urquiza Gabriella Coradine Victória Borges Giovanna Oliveira Nicole Pircio BRA Brasil | Julia Gutiérrez Ana Flores Kimberly Salazar Adirem Tejeda Dalia Alcocer MEX México | Katrine Sakhnov Gergana Petkova Hana Starkman Isabelle Connor Karolina Saverino USA Estados Unidos |
| 5 arcos           | Bárbara Urquiza Gabriella Coradine Victória Borges Giovanna Oliveira Nicole Pircio BRA Brasil | Julia Gutiérrez Ana Flores Kimberly Salazar Adirem Tejeda Dalia Alcocer MEX México | Katrine Sakhnov Gergana Petkova Hana Starkman Isabelle Connor Karolina Saverino USA Estados Unidos |
| 3 fitas + 2 bolas | Bárbara Urquiza Gabriella Coradine Victória Borges Giovanna Oliveira Nicole Pircio BRA Brasil | Julia Gutiérrez Ana Flores Kimberly Salazar Adirem Tejeda Dalia Alcocer MEX México | Katrine Sakhnov Gergana Petkova Hana Starkman Isabelle Connor Karolina Saverino USA Estados Unidos |

### Trampolim
Masculino
| Evento       | Ouro                                              | Prata                              | Bronze                              |
| ------------ | ------------------------------------------------- | ---------------------------------- | ----------------------------------- |
| Individual   | Ángel Hernández COL Colômbia                      | Rayan Dutra BRA Brasil             | Santiago Ferrari ARG Argentina      |
| Sincronizado | Aliaksei Shostak Ruben Padilla USA Estados Unidos | Rémi Aubin Keegan Soehn CAN Canadá | Lucas Tobias Rayan Dutra BRA Brasil |

Feminino
| Evento       | Ouro                                               | Prata                                | Bronze                                  |
| ------------ | -------------------------------------------------- | ------------------------------------ | --------------------------------------- |
| Individual   | Jessica Stevens USA Estados Unidos                 | Camilla Gomes BRA Brasil             | Dafne Navarro MEX México                |
| Sincronizado | Jessica Stevens Nicole Ahsinger USA Estados Unidos | Alice Gomes Camilla Gomes BRA Brasil | Dafne Navarro Mariola García MEX México |

## Quadro de medalhas

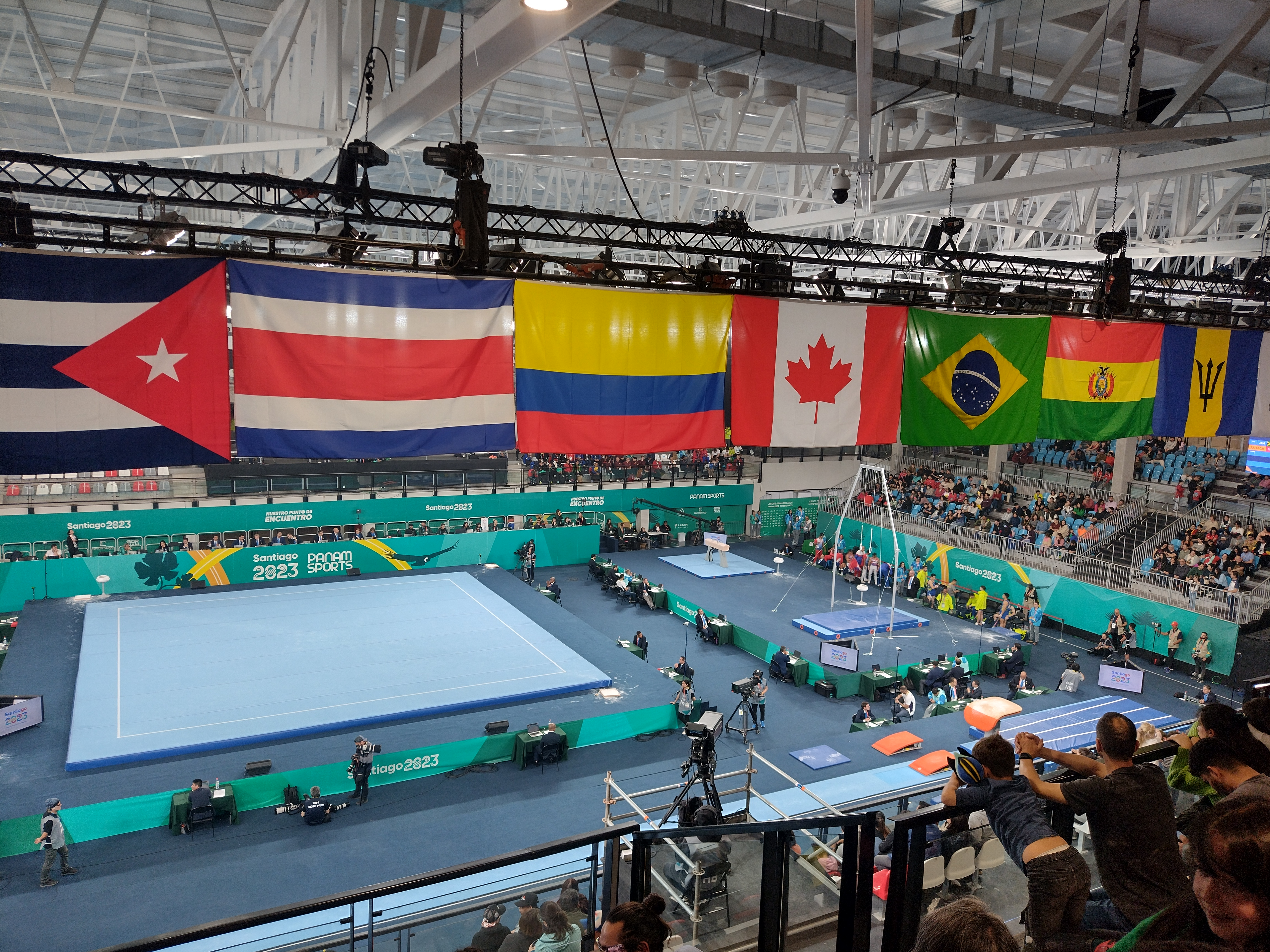
Centro de Esportes Coletivos durante as competições de ginástica artística

| Ordem | País                     | Medalha de ouro | Medalha de prata | Medalha de bronze |    |
| ----- | ------------------------ | --------------- | ---------------- | ----------------- | -- |
| 1     | BRA Brasil               | 11              | 16               | 4                 | 31 |
| 2     | USA Estados Unidos       | 10              | 4                | 9                 | 23 |
| 3     | CAN Canadá               | 3               | 3                | 5                 | 11 |
| 4     | COL Colômbia             | 1               |                  | 1                 | 2  |
| 5     | DOM República Dominicana | 1               |                  |                   | 1  |
| 6     | MEX México               |                 | 3                | 4                 | 7  |
| 7     | ARG Argentina            |                 | 1                | 1                 | 2  |
| 8     | PUR Porto Rico           |                 |                  | 1                 | 1  |
| TOTAL | TOTAL                    | 26              | 27               | 25                | 78 |